# Qafë Mali
Qafë Mali è una frazione del comune di Fushë Arrëz in Albania (prefettura di Scutari).
Fino alla riforma amministrativa del 2015 era comune autonomo, dopo la riforma è stato accorpato, insieme agli ex-comuni di Blerim, Fierzë e Iballë a costituire la municipalità di Fushë Arrëz.

## Località
Il comune era formato dall'insieme delle seguenti località:
- Qafe-Mali
- Armiraj
- Srriqe
- Mollkuqe
- Lajthize
- Lumbardhe
- Tuc
- Kryezi
- Oros